# Grande Prêmio da Europa de 2000
Resultados do Grande Prêmio da Europa de Fórmula 1 realizado em Nürburgring em 21 de maio de 2000. Sexta etapa da temporada, teve como vencedor o alemão Michael Schumacher, da Ferrari, que subiu ao pódio ladeado por David Coulthard e Mika Häkkinen, pilotos da McLaren-Mercedes.

## Resumo
- Com o sexto lugar de Pedro de la Rosa, a Arrows completou pela primeira vez uma corrida na zona de pontuação desde o Grande Prêmio da Austrália de 1999, quando o espanhol também cruzou a linha de chegada na sexta posição.
- Nick Heidfeld foi desclassificado porque seu carro estava abaixo do peso mínimo exigido pelo regulamento. O alemão, que largaria em decimo-terceiro lugar, foi impedido de correr o GP.

## Classificação da prova

### Treino oficial
| Pos.                      | Nº | Piloto                | Construtor         | Tempo    | Diferença |
| ------------------------- | -- | --------------------- | ------------------ | -------- | --------- |
| 1                         | 2  | David Coulthard       | McLaren-Mercedes   | 1:17.529 | —         |
| 2                         | 3  | Michael Schumacher    | Ferrari            | 1:17.667 | + 0.138   |
| 3                         | 1  | Mika Häkkinen         | McLaren-Mercedes   | 1:17.785 | + 0.256   |
| 4                         | 4  | Rubens Barrichello    | Ferrari            | 1:18.227 | + 0.698   |
| 5                         | 9  | Ralf Schumacher       | Williams-BMW       | 1:18.515 | + 0.986   |
| 6                         | 6  | Jarno Trulli          | Jordan-Mugen/Honda | 1:18.612 | + 1.083   |
| 7                         | 11 | Giancarlo Fisichella  | Benetton-Playlife  | 1:18.697 | + 1.168   |
| 8                         | 7  | Eddie Irvine          | Jaguar-Cosworth    | 1:18.703 | + 1.174   |
| 9                         | 22 | Jacques Villeneuve    | BAR-Honda          | 1:18.742 | + 1.213   |
| 10                        | 5  | Heinz-Harald Frentzen | Jordan-Mugen/Honda | 1:18.830 | + 1.301   |
| 11                        | 10 | Jenson Button         | Williams-BMW       | 1:18.887 | + 1.358   |
| 12                        | 18 | Pedro de La Rosa      | Arrows-Supertec    | 1:19.024 | + 1.495   |
| EXC                       | 15 | Nick Heidfeld         | Prost-Peugeot      | 1:19.147 | + 1.618   |
| 13                        | 19 | Jos Verstappen        | Arrows-Supertec    | 1:19.190 | + 1.661   |
| 14                        | 12 | Alexander Wurz        | Benetton-Playlife  | 1:19.378 | + 1.849   |
| 15                        | 16 | Pedro Paulo Diniz     | Sauber-Petronas    | 1:19.422 | + 1.893   |
| 16                        | 8  | Johnny Herbert        | Jaguar-Cosworth    | 1:19.638 | + 2.109   |
| 17                        | 14 | Jean Alesi            | Prost-Peugeot      | 1:19.651 | + 2.122   |
| 18                        | 23 | Ricardo Zonta         | BAR-Honda          | 1:19.766 | + 2.237   |
| 19                        | 17 | Mika Salo             | Sauber-Petronas    | 1:19.814 | + 2.285   |
| 20                        | 20 | Marc Gené             | Minardi-Fondmetal  | 1:20.162 | + 2.633   |
| 21                        | 21 | Gastón Mazzacane      | Minardi-Fondmetal  | 1:21.015 | + 3.486   |
| Limite dos 107%: 1:22.956 |    |                       |                    |          |           |
| Fonte:                    |    |                       |                    |          |           |

### Corrida
| Pos.   | Nº | Piloto                | Construtor         | Voltas | Tempo/Diferença   | Grid | Pontos |
| ------ | -- | --------------------- | ------------------ | ------ | ----------------- | ---- | ------ |
| 1      | 3  | Michael Schumacher    | Ferrari            | 67     | 1:42:00.307       | 2    | 10     |
| 2      | 1  | Mika Häkkinen         | McLaren-Mercedes   | 67     | + 13.822          | 3    | 6      |
| 3      | 2  | David Coulthard       | McLaren-Mercedes   | 66     | + 1 volta         | 1    | 4      |
| 4      | 4  | Rubens Barrichello    | Ferrari            | 66     | + 1 volta         | 4    | 3      |
| 5      | 11 | Giancarlo Fisichella  | Benetton-Playlife  | 66     | + 1 volta         | 7    | 2      |
| 6      | 18 | Pedro de La Rosa      | Arrows-Supertec    | 66     | + 1 volta         | 12   | 1      |
| 7      | 16 | Pedro Paulo Diniz     | Sauber-Petronas    | 65     | + 2 voltas        | 15   |        |
| 8      | 21 | Gastón Mazzacane      | Minardi-Fondmetal  | 65     | + 2 voltas        | 21   |        |
| 9      | 14 | Jean Alesi            | Prost-Peugeot      | 65     | + 2 voltas        | 17   |        |
| 10     | 10 | Jenson Button         | Williams-BMW       | 62     | Pane elétrica     | 11   |        |
| 11     | 8  | Johnny Herbert        | Jaguar-Cosworth    | 61     | Colisão           | 16   |        |
| 12     | 12 | Alexander Wurz        | Benetton-Playlife  | 61     | Colisão           | 14   |        |
| Ret    | 23 | Ricardo Zonta         | BAR-Honda          | 51     | Spun off          | 18   |        |
| Ret    | 20 | Marc Gené             | Minardi-Fondmetal  | 47     | Acelerador        | 20   |        |
| Ret    | 22 | Jacques Villeneuve    | BAR-Honda          | 46     | Motor             | 9    |        |
| Ret    | 7  | Eddie Irvine          | Jaguar-Cosworth    | 29     | Colisão/Rear wing | 8    |        |
| Ret    | 19 | Jos Verstappen        | Arrows-Supertec    | 29     | Spun off/Acidente | 13   |        |
| Ret    | 9  | Ralf Schumacher       | Williams-BMW       | 29     | Colisão/Rear wing | 5    |        |
| Ret    | 17 | Mika Salo             | Sauber-Petronas    | 27     | Semieixo          | 19   |        |
| Ret    | 5  | Heinz-Harald Frentzen | Jordan-Mugen/Honda | 2      | Motor             | 10   |        |
| Ret    | 6  | Jarno Trulli          | Jordan-Mugen/Honda | 0      | Colisão           | 6    |        |
| EXC    | 15 | Nick Heidfeld         | Prost-Peugeot      | —      | Excluído          | —    |        |
| Fonte: |    |                       |                    |        |                   |      |        |

## Tabela do campeonato após a corrida
|  | Pos. | Piloto             | Pontos |
|  | ---- | ------------------ | ------ |
|  | 1    | Michael Schumacher | 46     |
|  | 2    | Mika Häkkinen      | 28     |
|  | 3    | David Coulthard    | 24     |
|  | 4    | Rubens Barrichello | 16     |
|  | 5    | Ralf Schumacher    | 12     |

|   | Pos. | Construtor         | Pontos |
| - | ---- | ------------------ | ------ |
|   | 1    | Ferrari            | 62     |
|   | 2    | McLaren-Mercedes   | 52     |
|   | 3    | Williams-BMW       | 15     |
| 1 | 4    | Benetton-Playlife  | 10     |
| 1 | 5    | Jordan-Mugen/Honda | 9      |

- Nota: Somente as primeiras cinco posições estão listadas.